# Wojciech Jastrzębowski
Wojciech Jastrzębowski (Gierwaty, 1799 – Varsovia, 1882) fue un biólogo polaco, primer autor en utilizar el término ergonomía en 1857.
Jastrzębowski quien fue profesor de Ciencias Naturales en el Instituto Agrónomo en Varsovia utilizó esta palabra para denominar a la disciplina que hoy se conoce como Ciencia del trabajo. El término no se impuso inmediatamente, sino que fue a partir de 1949 cuando se popularizó.